# Ultimul om de pe Pământ
The Last Man on Earth (italiană: L'ultimo uomo della Terra) este un film SF de groază italiano-american din 1964 regizat de Ubaldo Ragona și Sidney Salkow. În rolurile principale joacă actorii Vincent Price, Giacomo Rossi-Stuart, Tony Cerevi.

## Actori
| Actor                | Personaj          |
| -------------------- | ----------------- |
| Vincent Price        | Dr. Robert Morgan |
| Franca Bettoia       | Ruth Collins      |
| Emma Danieli         | Virginia Morgan   |
| Giacomo Rossi-Stuart | Ben Cortman       |
| Umberto Raho         | Dr. Mercer        |